# Ceres, Kalifornien
Ceres är en stad (city) i Stanislaus County, i delstaten Kalifornien, USA. Enligt United States Census Bureau har staden en folkmängd på 45 743 invånare (2011) och en landarea på 20,7 km².